# Girolles (Yonne)
 Girolles  es una comuna y población de Francia, en la región de Borgoña, departamento de Yonne, en el distrito y cantón de Avallon.
Está integrada en la Communauté de communes de l'Avallonnais .

## Demografía
| 143 | 143 | 156 | 150 | 160 | 163 |
| Para los censos de 1962 a 1999 la población legal corresponde a la población sin duplicidades (Fuente: INSEE [Consultar]) |     |     |     |     |     |